# Liste du patrimoine immobilier classé de Chastre
Cette page regroupe l'ensemble du patrimoine immobilier classé de la commune belge de Chastre.
| Objet | Année de construction / Architecte | Adresse              | Section communale | Coordonnées                      | Numéro d’inventaire | Illustration                                                                                          |
| --- | ---------------------------------- | -------------------- | ----------------- | -------------------------------- | ------------------- | --- |
| Ancienne ferme (M) et ses abords (S)                                                                              |                                    | Rue de la Station 43 |                   | 50° 36′ 39″ nord, 4° 38′ 39″ est | 25117-CLT-0001-01   | Ancienne ferme (M) et ses abords (S)                                                                  |
| Tumulus de Noirmont (M) et ensemble formé par ce tumulus et les terrains environnants (S)                         |                                    |                      |                   | 50° 36′ 08″ nord, 4° 38′ 35″ est | 25117-CLT-0002-01   | |
| Les façades et la totalité de la toiture de la ferme dite La Grande Bierwart (M) et les terrains environnants (S) |                                    | Rue de Mellery 32    |                   | 50° 35′ 02″ nord, 4° 36′ 03″ est | 25117-CLT-0003-01   | Image manquanteTéléverser                                                                             |
| L'ensemble formé par le tumulus de Noirmont au lieu-dit Champ des Tombes et les terrains environnants             |                                    |                      |                   | 50° 36′ 04″ nord, 4° 38′ 22″ est | 25117-PEX-0001-04   | L'ensemble formé par le tumulus de Noirmont au lieu-dit Champ des Tombes et les terrains environnants |